# عملیات قلعه

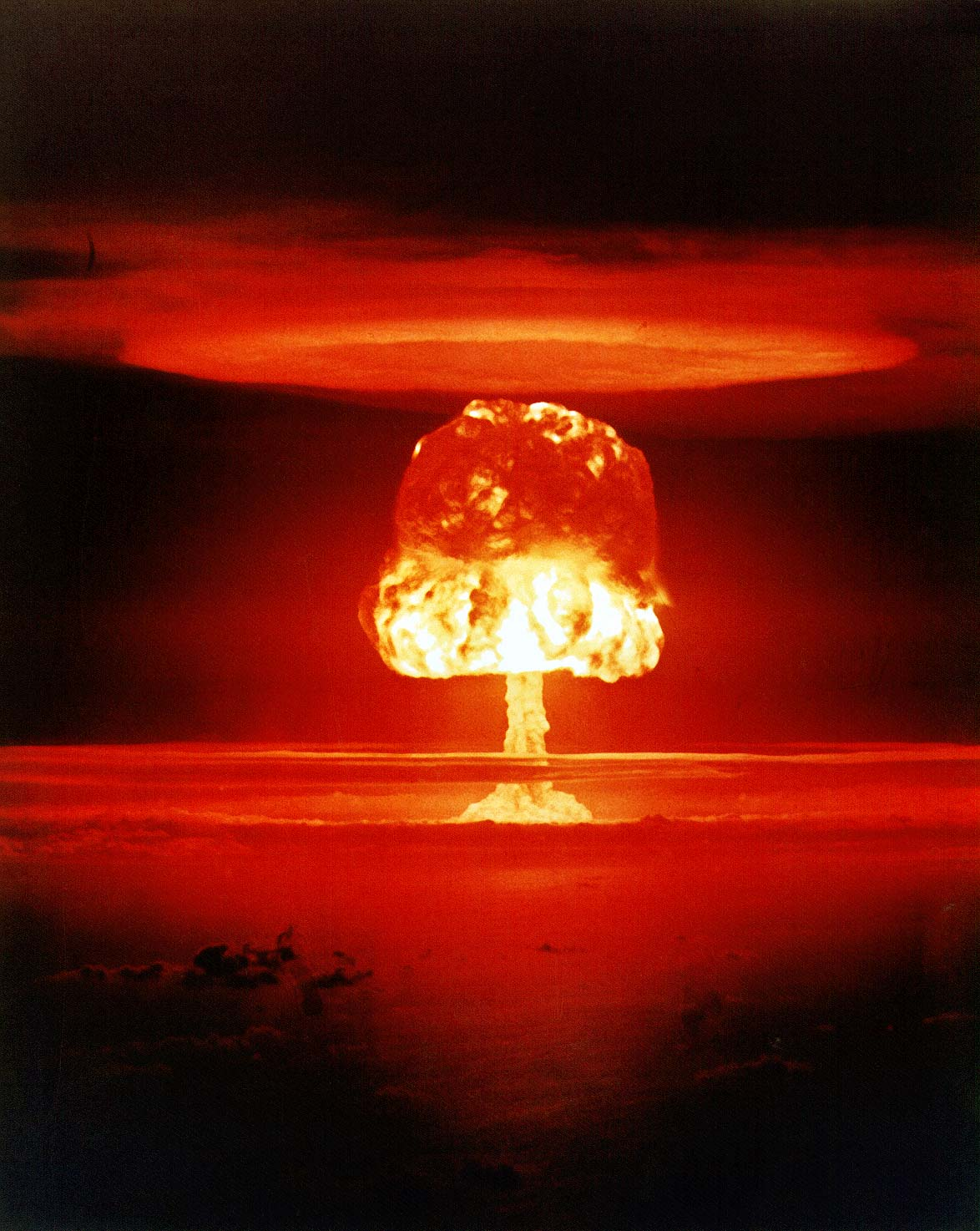
عملیات قلعه، قلعه رومئو

عملیات قلعه (به انگلیسی Operation Castle) نام سلسه آزمایش‌های هسته‌ای با قدرت بالا بود که از مارس ۱۹۵۴ در جزایر بیکینی شروع شد. این آزمایش‌ها مشترکاً توسط کمیسیون انرژی اتمی و وزارت دفاع آمریکا و برای آزمایش طرح‌های یک سلاح گرماهسته‌ای که قابل حمل با هواپیما باشد انجام گرفت.

مقامات دولتی این آزمایش‌ها را موفق ارزیابی کردند. با این وجود در برخی از آزمایش‌ها مشکلات فنی دیده شد. یکی از بمب‌ها قدرتی بسیار کمتر از آنچه پیش‌بینی می‌شد از خود نشان داد، در حالی که دو بمب دیگر با قدرتی بیش از دوبرابر حد مورد پیش‌بینی منفجر شدند.

## آزمایش‌ها

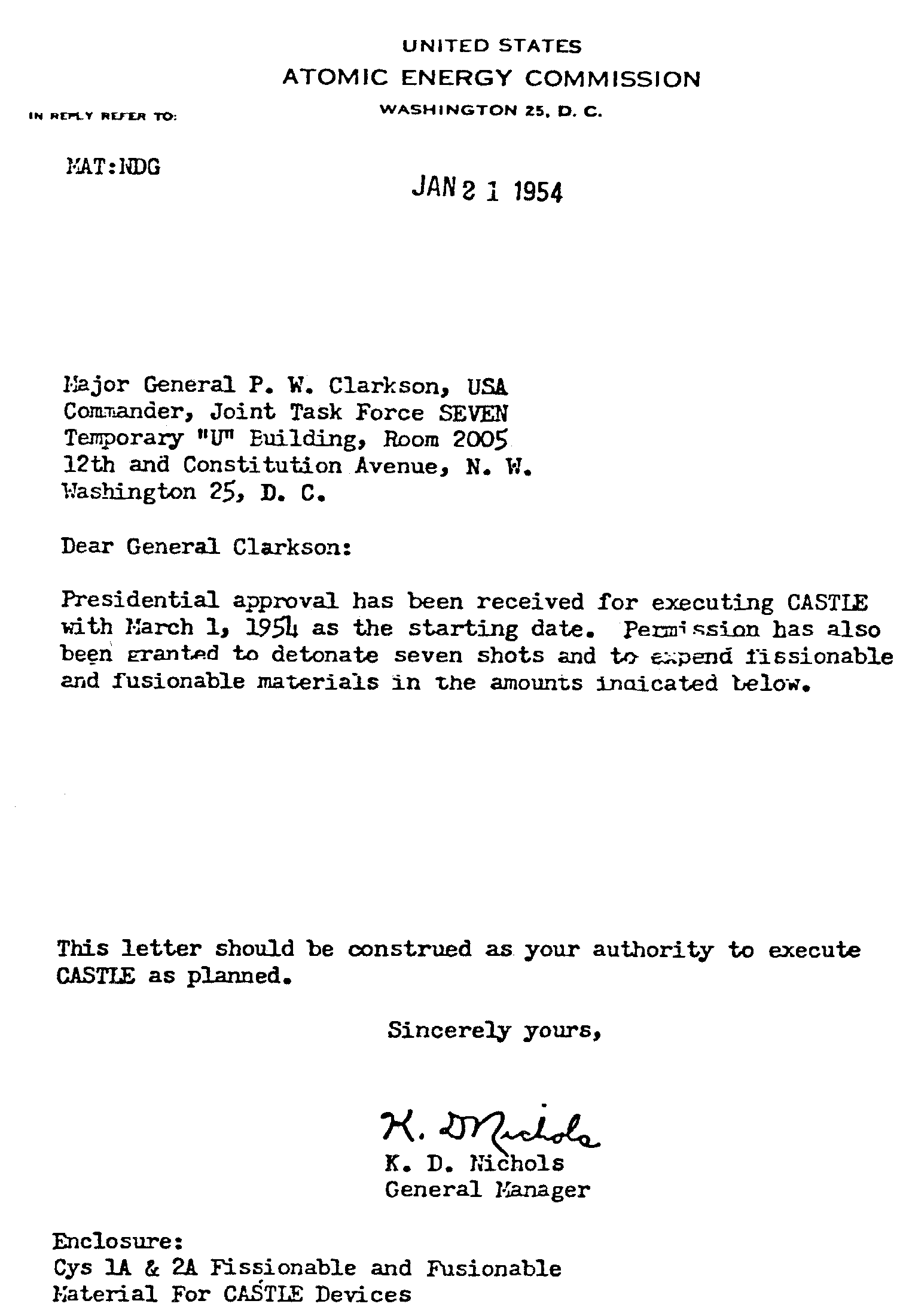
امضای قرارداد قلعه

عملیات قلعه شامل هفت آزمایش اتمی به نام‌های براوو، یونیون، یانکی، اکو، نکتار، رومئو و کن بود. اما بعداً آزمایش اکو لغو شد. به جز آزمایش نکتار که در جزیره انوه‌تاک انجام شد، بقیه آزمایش‌ها در جزیره بیکینی صورت گرفت.